# SIX Financial Information
SIX Financial Information es una empresa con sede en Zúrich (Suiza) especializada en la adquisición, valoración y difusión de información financiera internacional. Los especialistas en mercados financieros de SIX Financial Information procesan datos de bolsa en todos los centros financieros más importantes, directamente y en tiempo real. La base de datos de SIX Financial Information con información estructurada y codificada sobre aproximadamente 16 millones de instrumentos financieros, es única en el mundo en cuanto a detalle de la información y cobertura. SIX Financial Information tiene oficinas en 22 países.

## Historia
SIX Financial Information se fundó en 1930 en Zúrich, Suiza, con el nombre Ticker AG.
En 2008, el Grupo Telekurs se fusionó con SWX y SEGA Intersettle para formar SIX Group. Telekurs Financial cambió el nombre a SIX Financial Information y se convirtió en la división de información financiera de SIX Group. Con el fin de simplificar la estructura de la marca SIX Group en "SIX" única, SIX Telekurs es desde el 23 de abril de 2012 SIX Financial Information.
En la actualidad, SIX Financial Information ofrece en todo el mundo servicios en los ámbitos de negociación, compensación y liquidación de valores, así como información financiera y servicios de pagos.

## Sede central y filiales
La sede principal de SIX Financial Information se encuentra en Zúrich (Suiza).
SIX Financial Information tiene 30 oficinas en 23 países diferentes: Ámsterdam, Basilea, Boston, Bruselas, Casablanca, Copenhague, Dublín, Edimburgo, Frankfurt, Ginebra, Gotemburgo, Helsinki, Hong Kong, Londres, Lugano, Luxemburgo, Madrid, Milán, Mónaco, Nanterre, Nueva York, Oslo, París, San Francisco, Singapur, Stamford (EE. UU.), Estocolmo, Tokio, Toronto, Viena.

## Tipos de productos
Los productos de SIX Financial Information se dividen en cuatro categorías:
- Datos de referencia y precios: El producto principal de SIX Financial Information, Valordata Feed (VDF) es una fuente de datos de referencia y descriptivos, así como de acciones corporativas. VDF proporciona información de 16 millones de instrumentos financieros aproximadamente, obtenidos de más de 850 bolsas y contribuidores. Para precios calculados y evaluados, SIX Financial Information ofrece una serie de productos específicos en esta categoría.

- Datos de mercado: Los productos de datos de mercado de SIX Financial Information se ofrecen en tiempo real o diferido. La base de datos permite a los clientes vincular casi 1500 datos individuales de millones de instrumentos financieros para. Los servicios van desde feeds de precios y datos de mercado en tiempo real hasta productos y servicios de back office.

- Pantallas de información financiera: Las pantallas de información financiera de SIX Financial Information proporcionan un acceso sencillo a toda la base de datos. SIX Financial Information agrupa las funciones disponibles en sus pantallas de información financiera y ofrece también otros datos con coste adicional como noticias, datos fundamentales y ratings.

- Soluciones: SIX Financial Information también proporciona soluciones individualizadas, para cubrir necesidades específicas, así como soluciones ya preparadas.

## Cumplimiento y normativa
SIX Financial Information colabora activamente con organizaciones internacionales de normalización global para definir y adoptar estándares que faciliten el procesado directo. En concreto, SIX Financial Information es la agencia oficial de numeración de Suiza, Bélgica y Liechtenstein y por tanto es responsable de la emisión de los identificadores ISIN y Valoren suizos. También es miembro fundador y colaborador del ANNA Service Bureau. Además, SIX Financial Information es miembro de ISO, FISD, y de grupos de trabajo conjunto de MiFID, y es distribuidor certificado SWIFT de ISO 15022 para mensajes de hechos corporativos.
SIX Financial Information suministra una gran cantidad de información sobre cumplimiento normativo que ayuda a analizar la exposición al riesgo y a agrupar posiciones para un reporting efectivo. SIX Financial Information ha incorporado indicadores y clasificaciones en VDF que facilitan la conformidad con normativas fiscales tales como el impuesto al ahorro de la Unión Europea, los impuestos sobre transacciones suizas y las retenciones del Internal Revenue Service de los Estados Unidos, más regulaciones de cálculo de comisiones como la regla 22c-2 y reglamentos europeos tales como MiFID y UCITS IV.